# Octocorallia
Gli Octocoralli (Octocorallia Haeckel, 1866) sono una sottoclasse degli Antozoi.
Sono polipi per lo più riuniti in colonie di aspetto arborescente o incrostante. Fanno parte di questa sottoclasse le piume di mare, i coralli a canna d'organo, il corallo rosso, il corallo blu e i coralli molli. Sono raggruppate negli Ottocoralli circa 3 500 specie, esclusivamente marine e associate alle scogliere coralline.

## Descrizione

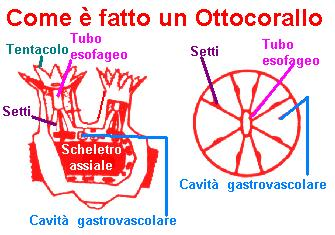

La maggior parte delle specie è provvista di uno scheletro calcareo. È frequente anche la presenza di uno scheletro chitinoso che può coesistere con quello calcareo.
Hanno una simmetria radiale con celenteron diviso in 8 compartimenti da setti mesenterici completi che, nella parte superiore, si uniscono al tubo esofageo centrale.
Ogni polipo ha una corona di 8 tentacoli, in corrispondenza delle 8 concamerazioni della cavità gastrovascolare, dotati di pinnule. Viene chiamata antocodio la parte superiore del polipo che porta gli otto tentacoli dotati di pinnule, oltre che la bocca. L'antocodio può essere completamente ritratto all'interno dell'antostilo, la parte rigida e inferiore del polipo. L'antostilo è rinforzato da scleriti calcarei e può presentare otto creste longitudinali.
I polipi sono collegati tra loro da una rete di piccoli canali.
Le gonadi si trovano sotto il tubo esofageo, al livello dei margini liberi dei setti e degli ingrossamenti e increspature detti filamenti mesenterici.

## Biologia
La maggior parte degli Octocoralli contiene alghe unicellulari simbionti dette zooxantelle, dalle quali traggono gran parte del loro nutrimento. L'innalzamento della temperatura dei mari porta le zooxantelle simbionti alla morte causando, di conseguenza, lo sbiancamento dei coralli e la morte dei polipi e di tutta la barriera.

## Distribuzione e habitat
Gli octocorali sono distribuiti in tutti i mari e gli oceani del mondo, dalle acque basse fino a 6400 m di profondità, ma con poche specie cosmopolite (principalmente pennatulacei). L'Indo-Pacifico è la regione che detiene la più grande diversità di specie.

## Sistematica
Gli Octocoralli sono un gruppo molto numeroso. Con oltre 3 400 specie valide la tassonomia del gruppo non è ancora completamente risolta, principalmente a causa della variabilità dei caratteri morfologici e mancanza di ottimizzazione dei marcatori molecolari.
I tentativi di comprendere la tassonomia e le relazioni filogenetiche in questo gruppo sono stati ostacolati da una carenza di utili caratteri morfologici, diffusa omoplasia (parallelismi, convergenze e inversioni) e numerose variazioni intraspecifiche in caratteri come la forma di crescita delle colonie e la morfologia degli scleriti. In aggiunta a questo numerose specie rimangono non descritte o semplicemente non identificabili. Esemplari raccolti ma persi nel tempo e una scarsa qualità della maggior parte delle descrizioni delle specie del diciannovesimo e all'inizio del ventesimo secolo precludono l'identificazione di specie in molti gruppi.
Fino agli anni '90, la sistematica degli Octocoralli si basava principalmente sulla cosiddetta "tassonomia alfa", cioè quella basata esclusivamente sui caratteri morfologici delle specie. Tuttavia, la limitazione degli ottocorali nei reperti fossili ha reso più difficile la polarizzazione dei caratteri tassonomici nelle ricostruzioni filogenetiche. In tempi più recenti si è passati alla "tassonomia integrativa" in cui vengono presi in considerazione vari aspetti, ovvero morfologia, biologia molecolare, ecologia e biogeografia, che sembra essere il modo migliore per cercare di comprendere meglio la tassonomia di un gruppo così diverso e importante nelle comunità bentoniche marine.
L'attuale classificazione degli ordini e delle famiglie ottocorali si basa principalmente sugli studi di Kükenthal (1906, 1915, 1919, 1921, 1924, 1925), Hickson (1906, 1916, 1930) e Bayer (1956, 1981) che hanno creato un sistema di classificazione che è ancora in uso, sia pure con alcune modifiche.
Nella classificazione di Kükenthal (1925) gli Octocoralli vennero suddivisi in tre ordini:
- Alcyonaria (9 famiglie);
- Gorgonaria
  - sottordine Scleraxonia (4 famiglie);
  - sottordine Holaxonia (8 famiglie);
- Pennatularia
  - sottordine Sessiliflorae (11 famiglie);
  - sottordine Subselliflorae (3 famiglie).

Cinque anni dopo Hickson (1930) elaborò una classificazione basata su sei ordini così articolati:
- Stolonifera (3 famiglie);
- Telestacea (1 famiglia);
- Alcyonacea (5 famiglie)
- Gorgonacea
  - sottordine Scleraxonia (4 famiglie);
  - sottordine Holaxonia (8 famiglie);
- Coenothecalia (1 famiglia);
- Pennatulacea (13 famiglie).

Nel 1981 Bayer suggerì una evoluzione in base all'organizzazione coloniale e alla struttura scheletrica delle specie. In questa nuova organizzazione gli unici taxa distinguibili solo tre:
- Helioporacea (2 famiglie)
- Alcyonacea
  - Protoalcyonaria (1 famiglia);
  - Stolonifera (5 famiglie);
  - Alcyoniina (6 famiglie);
  - Scleraxonia (7 famiglie);
  - Medullate Holaxonia  (4 famiglie);
  - Restricted Holaxonia (5 famiglie);
- Pennatulacea (14 famiglie).

Il sistema proposto da Bayer venne accettato dalla comunità scientifica, ed è ancora in uso, con alcune limitate variazioni. Nel 1999 Grasshoff ha suddiviso l'ordine Alcyonacea in: Holaxonia sensu stricto (il Medullate Holaxonia di Bayer) e Calcaxonia (il Restricted Holaxonia di Bayer). La calcaxonia è stata creata per includere le gorgonie con un asse privo di un nucleo cavo a camera incrociata,
ma con grandi quantità di materiale calcareo, calcite o aragonite. I rimanenti quattro gruppi nell'ordine (Alcyoniina, Protoalcyonaria, Scleraxonia, Stolonifera) sono stati mantenuti per comodità, giungendo alla attuale composizione basata su tre ordini, recepita anche dal WoRMS (World Register of Marine Species).
Pertanto la sottoclasse Octocorallia risulta così composta:
- Ordine Alcyonacea Lamouroux, 1812;
  - Sottordine Alcyoniina;
  - Sottordine Calcaxonia;
  - Sottordine Holaxonia;
  - Sottordine Protoalcyonaria;
  - Sottordine Scleraxonia;
  - Sottordine Stolonifera;
- Ordine Helioporacea Bock, 1938;
  - famiglia Helioporidae;
  - famiglia Lithotelestidae;
- Ordine Pennatulacea Verrill, 1865;
  - Sottordine Sessiliflorae;
  - Sottordine Subselliflorae.

### Alcune specie

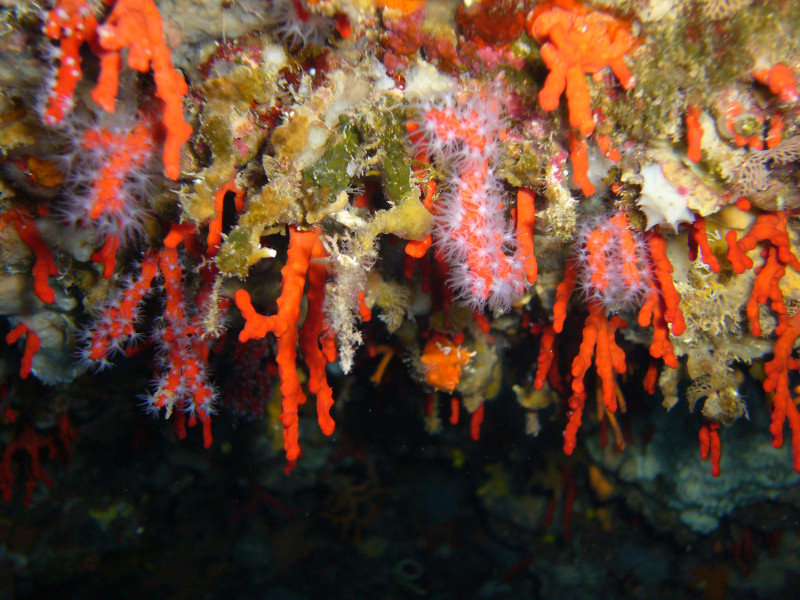
Corallium rubrum (Coralliidae)
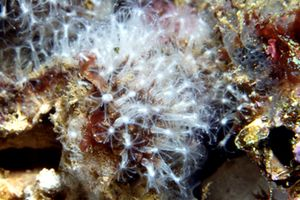
Cornularia cornucopiae (Cornulariidae)
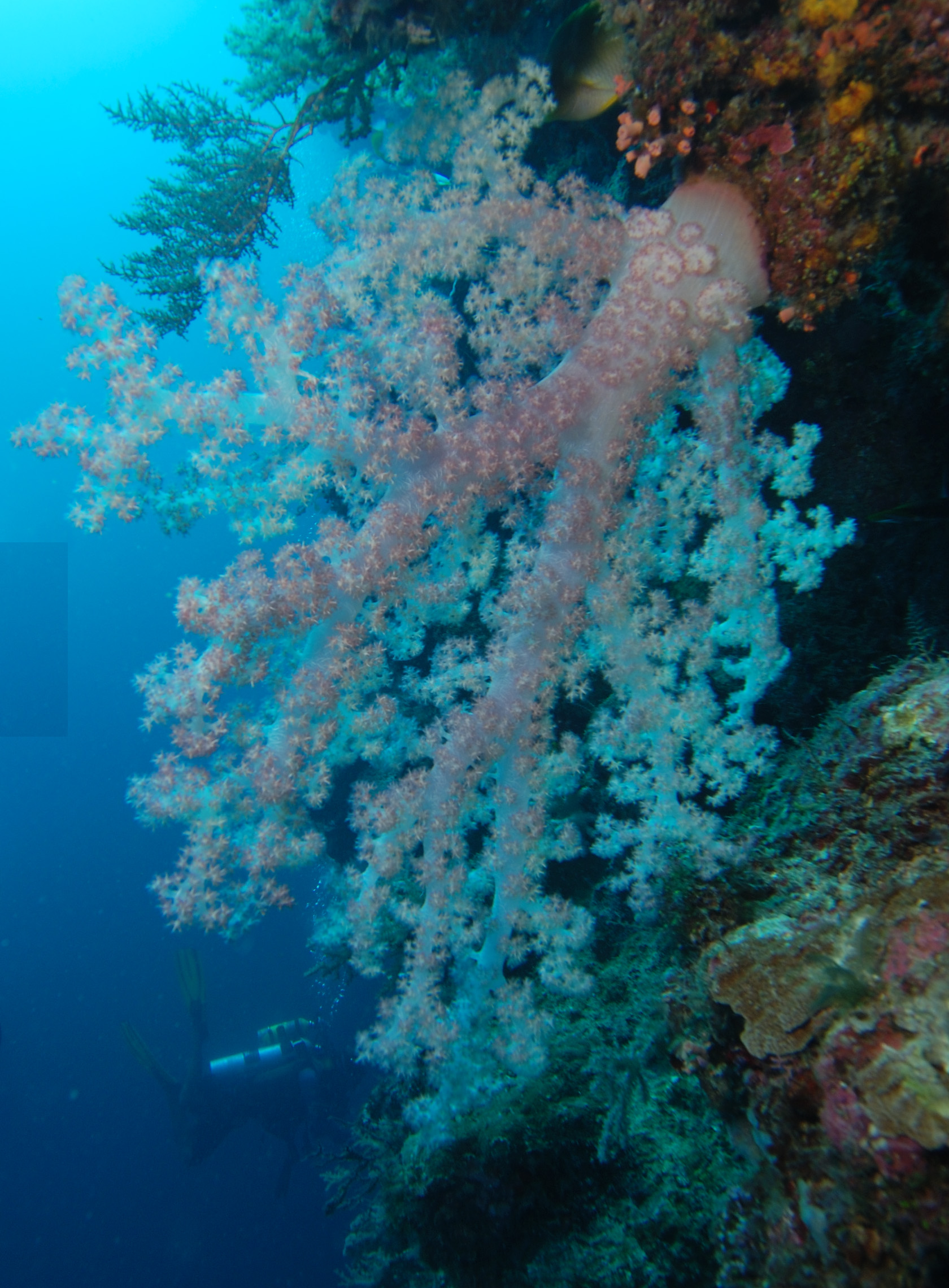
Dendronephthya klunzingeri (Nephtheidae)
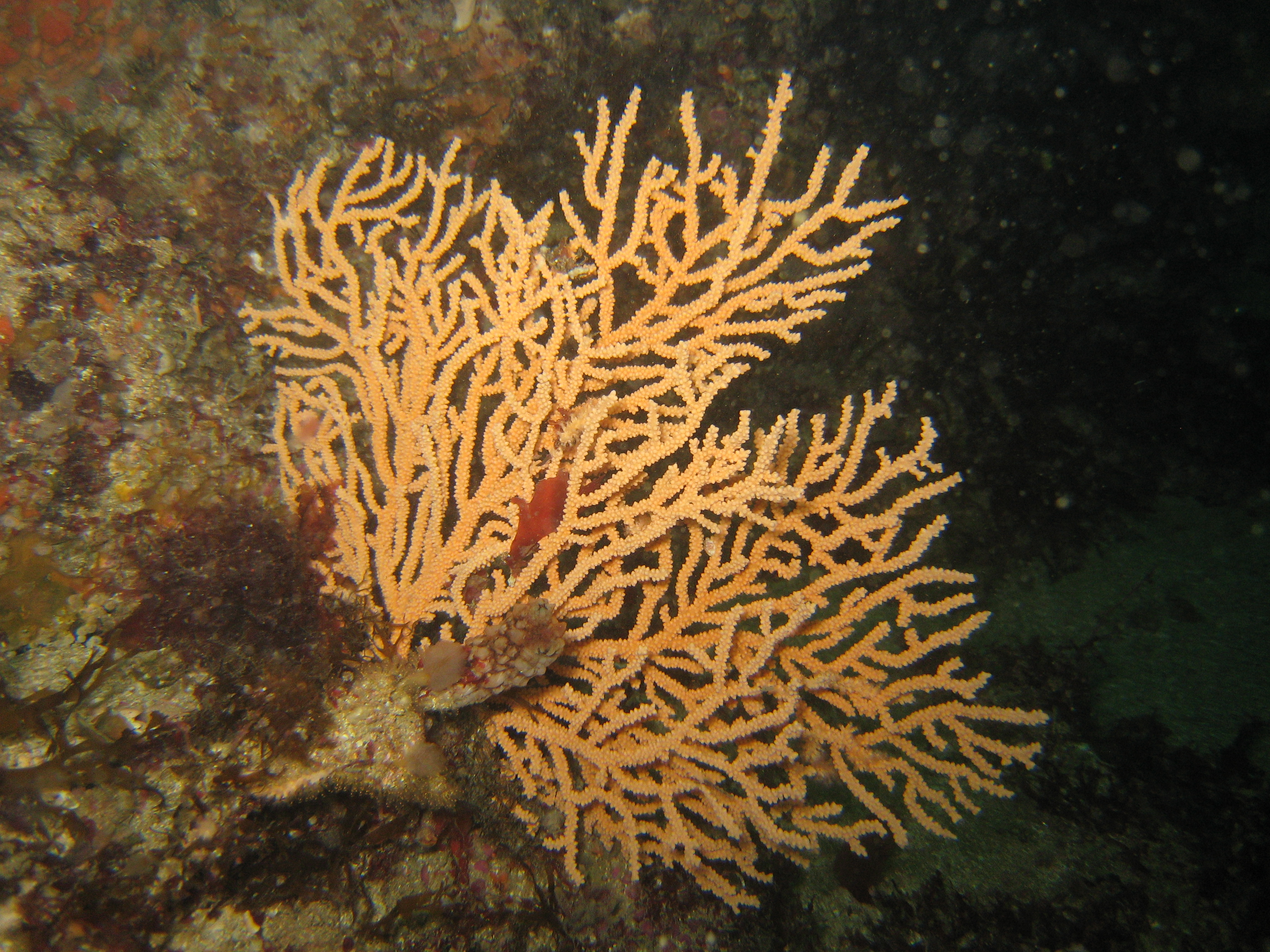
Eunicella verrucosa (Gorgoniidae)
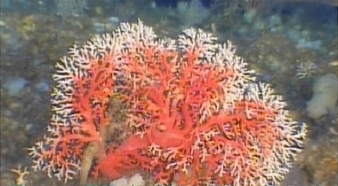
Paracorallium japonicum (Coralliidae)
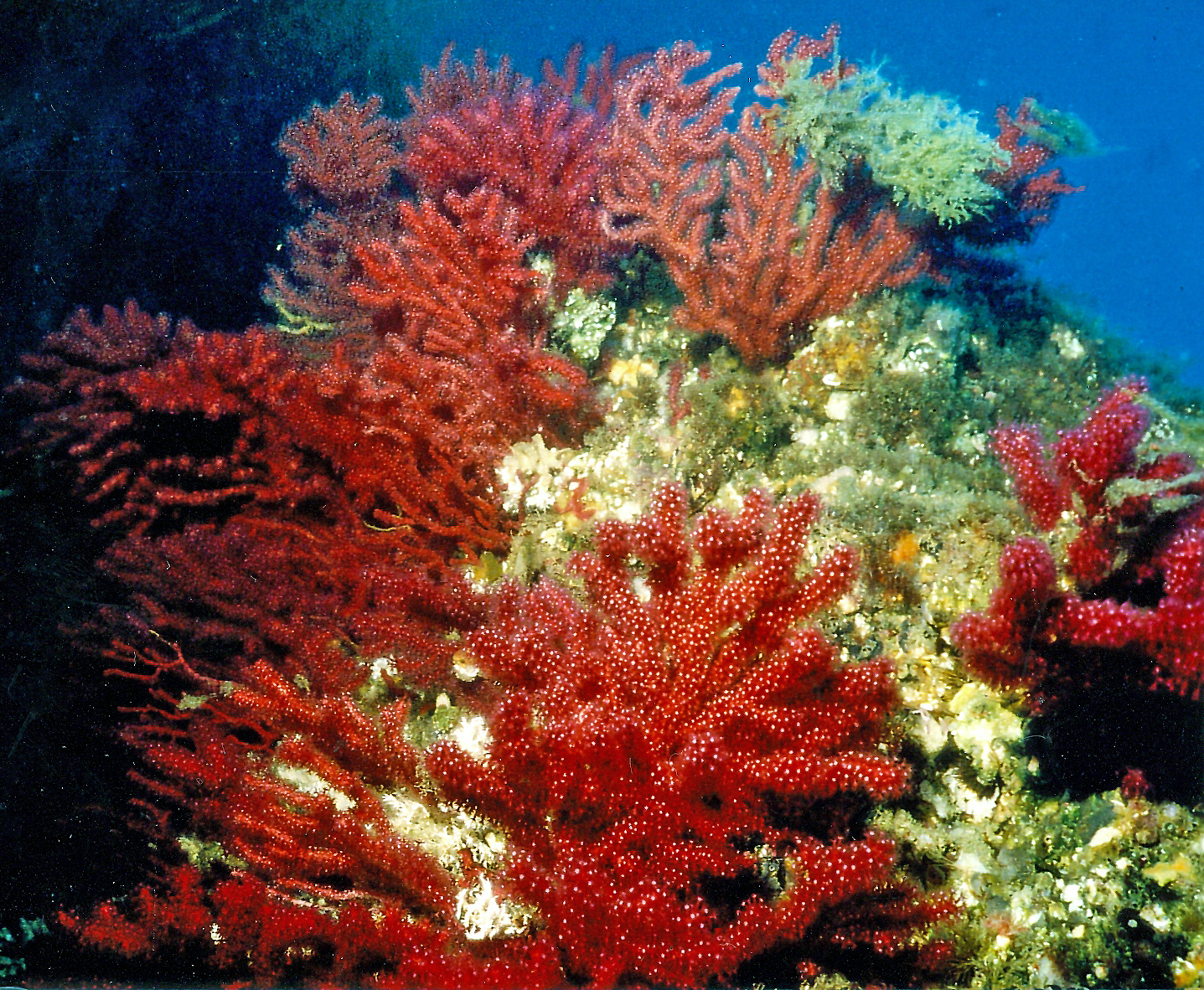
Paramuricea clavata (Plexauridae)
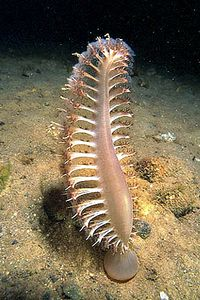
Pennatula phosphorea (Pennatulidae)
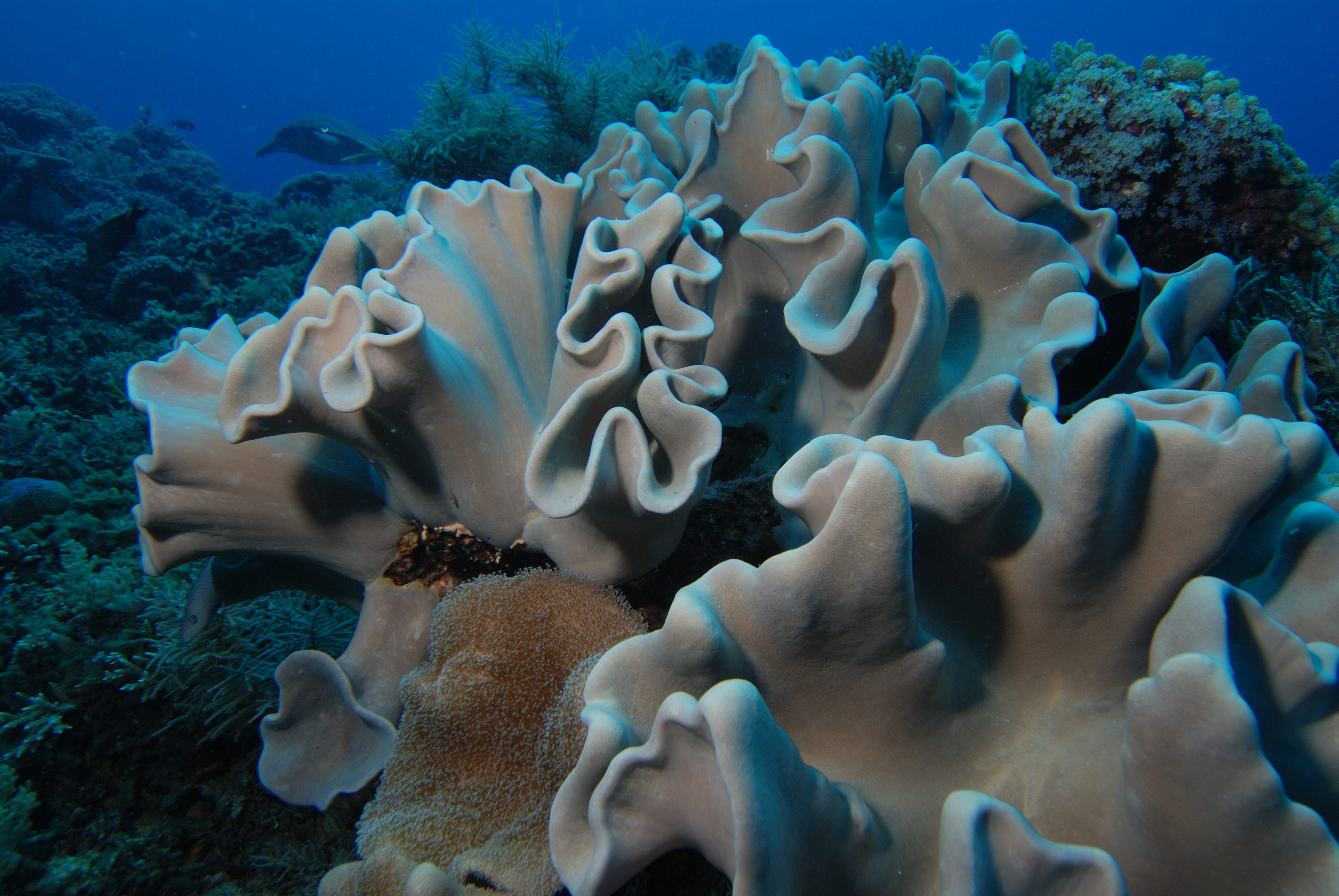
Sarcophyton trocheliophorum (Alcyoniidae)
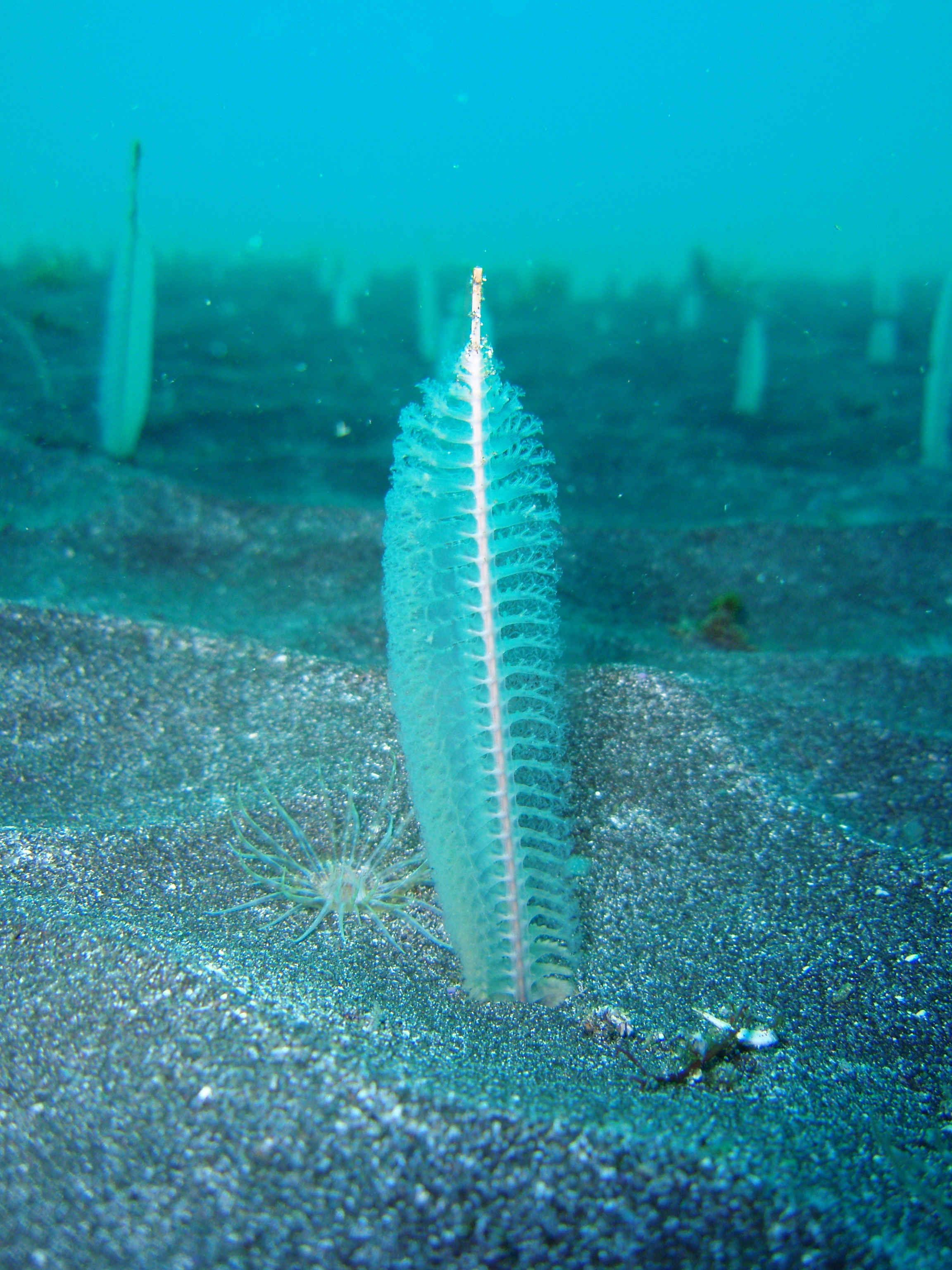
Stylatula elongata (Virgulariidae)
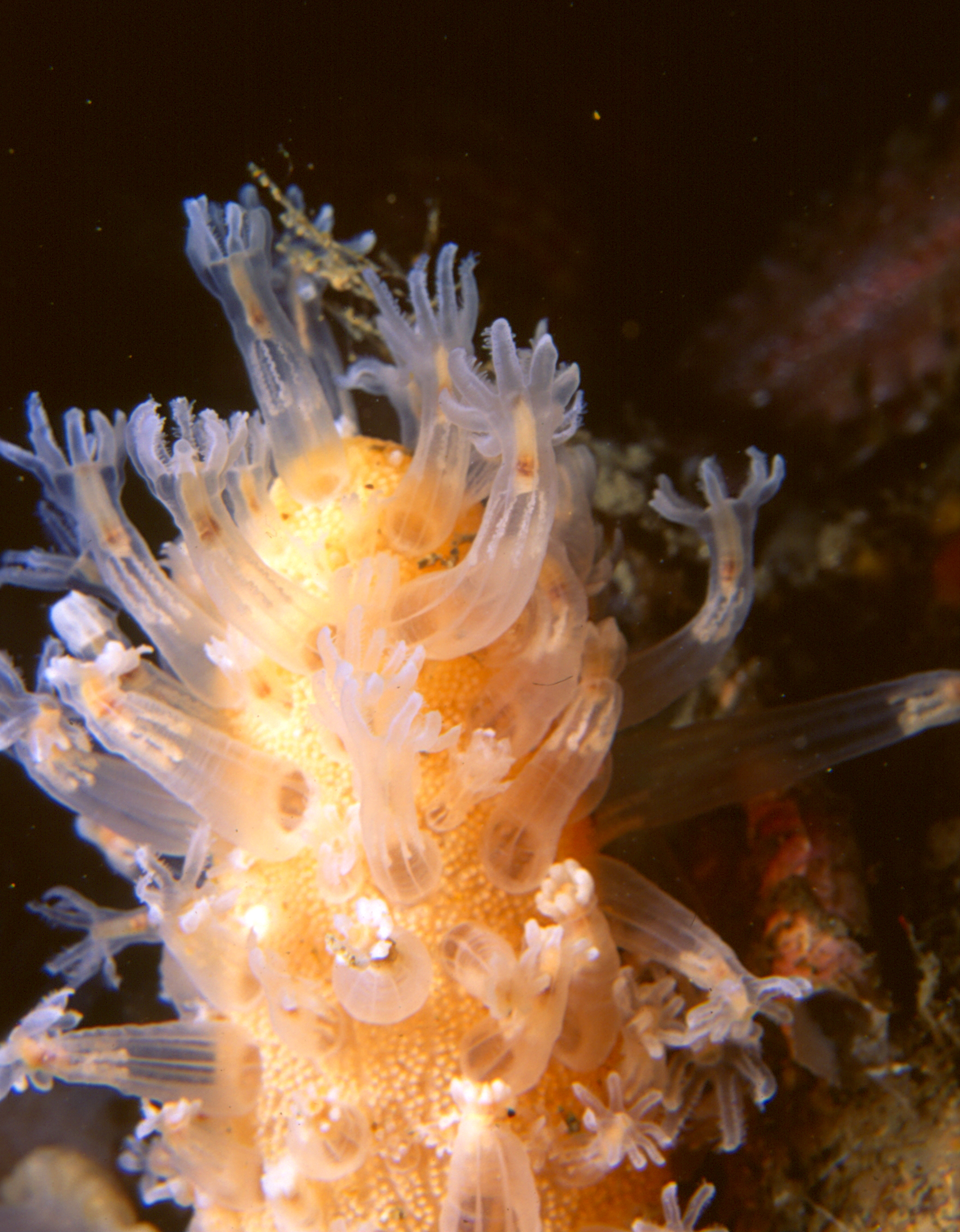
Veretillum cynomorium (Veretillidae)